# 霍默格倫 (伊利諾伊州)
霍默格倫（英語：Homer Glen）是位於美國伊利諾伊州威爾縣的一個村落。

## 地理
霍默格倫的座標為41°37′22″N 87°56′29″W / 41.62278°N 87.94139°W，而該地最高點為海拔高度225米（即738英尺）。

## 人口
根據2010年美國人口普查的數據，霍默格倫的面積為57.91平方千米，當中陸地面積為57.81平方千米，而水域面積為0.10平方千米。當地共有人口24220人，而人口密度為每平方千米418人。